# Центральный Семячик
Центральный Семячик — вулкан, расположенный в восточной части полуострова Камчатка у подножия Большого Семячика.
Центральный Семячик представляет собой активный двухкратерный вулкан. Высота его составляет 1000 м (по другим данным, 1294 м над уровнем моря). Судя по наличию свежих лавовых потоков, его извержение происходило в недалёком прошлом. В настоящее время здесь отмечается только сольфатарная деятельность, сосредоточенная в северном и южном кратерах.
В северном кратере находится озеро. Вода покрыта чёрной плёнкой, состоящей, вероятно, из сернистого железа. Над озером периодически поднимается густой пар, который порою выбрасывается в виде фонтана. Температура воды у поверхности составляет около 88 °C. Количество фумарольных струй чрезвычайно велико. В северных котлах откладываются кристаллы серы. Температура газовых сольфатар равна 100 °C, а газоводяных — от 70 до 98 °C.